# Villaroger
Villaroger és un municipi francès al departament de Savoia i a la regió d'Alvèrnia-Roine-Alps. L'any 2007 tenia 405 habitants.

## Demografia

### Població
El 2007 la població de fet de Villaroger era de 405 persones. Hi havia 163 famílies de les quals 56 eren unipersonals (32 homes vivint sols i 24 dones vivint soles), 36 parelles sense fills, 51 parelles amb fills i 20 famílies monoparentals amb fills.
La població ha evolucionat segons el següent gràfic:

### Habitatges
El 2007 hi havia 321 habitatges, 175 eren l'habitatge principal de la família, 125 eren segones residències i 21 estaven desocupats. 188 eren cases i 130 eren apartaments. Dels 175 habitatges principals, 134 estaven ocupats pels seus propietaris, 29 estaven llogats i ocupats pels llogaters i 13 estaven cedits a títol gratuït; 9 tenien una cambra, 25 en tenien dues, 42 en tenien tres, 45 en tenien quatre i 54 en tenien cinc o més. 118 habitatges disposaven pel capbaix d'una plaça de pàrquing. A 77 habitatges hi havia un automòbil i a 75 n'hi havia dos o més.

### Piràmide de població
La piràmide de població per edats i sexe el 2009 era:
| Homes | Edats   | Dones |
| ----- | ------- | ----- |
| 0     | 95 o +  | 0     |
| 0     | 90 a 94 | 0     |
| 4     | 85 a 89 | 8     |
| 0     | 80 a 84 | 4     |
| 8     | 75 a 79 | 8     |
| 12    | 70 a 74 | 4     |
| 12    | 65 a 69 | 4     |
| 4     | 60 a 64 | 16    |
| 16    | 55 a 59 | 4     |
| 12    | 50 a 54 | 12    |
| 0     | 45 a 49 | 4     |
| 20    | 40 a 44 | 4     |
| 16    | 35 a 39 | 32    |
| 8     | 30 a 34 | 20    |
| 8     | 25 a 29 | 4     |
| 4     | 20 a 24 | 8     |
| 4     | 15 a 19 | 16    |
| 16    | 10 a 14 | 4     |
| 16    | 5 a 9   | 12    |
| 0     | 0 a 4   | 4     |

## Economia
El 2007 la població en edat de treballar era de 282 persones, 212 eren actives i 70 eren inactives. De les 212 persones actives 202 estaven ocupades (126 homes i 76 dones) i 10 estaven aturades (4 homes i 6 dones). De les 70 persones inactives 30 estaven jubilades, 18 estaven estudiant i 22 estaven classificades com a «altres inactius».

### Ingressos
El 2009 a Villaroger hi havia 151 unitats fiscals que integraven 350 persones, la mediana anual d'ingressos fiscals per persona era de 17.348 €.

### Activitats econòmiques
Dels 30 establiments que hi havia el 2007, 1 era d'una empresa extractiva, 5 d'empreses de fabricació d'altres productes industrials, 8 d'empreses de construcció, 4 d'empreses de transport, 8 d'empreses d'hostatgeria i restauració, 2 d'empreses de serveis i 2 d'entitats de l'administració pública.
Dels 13 establiments de servei als particulars que hi havia el 2009, 1 era un guixaire pintor, 4 fusteries, una lampisteria, 1 electricista i sis restaurants.
L'any 2000 a Villaroger hi havia 16 explotacions agrícoles que ocupaven un total de 162 hectàrees.

## Equipaments sanitaris i escolars
El 2009 hi havia dues escoles elementals.

## Poblacions properes
El següent diagrama mostra les poblacions més properes.